# 紀元前431年
紀元前431年（きげんぜん431ねん）は、ローマ暦の年である。
当時は、「キンキナトゥスとメントが共和政ローマ執政官に就任した年」として知られていた（もしくは、それほど使われてはいないが、ローマ建国紀元323年）。紀年法として西暦（キリスト紀元）がヨーロッパで広く普及した中世時代初期以降、この年は紀元前431年と表記されるのが一般的となった。

## 他の紀年法
- 干支 : 庚戌
- 日本
  - 皇紀230年
  - 孝昭天皇45年
- 中国
  - 周 - 考王10年
  - 秦 - 躁公12年
  - 晋 - 幽公3年
  - 楚 - 簡王元年
  - 斉 - 宣公25年
  - 燕 - 閔公8年
  - 趙 - 襄子45年
  - 魏 - 文侯15年
- 朝鮮
  - 檀紀1903年
- ベトナム :
- 仏滅紀元 : 114年
- ユダヤ暦 : 3330年 - 3331年

## できごと

### ギリシア
- アテナイは、トラキアの王シラルケス (Sitalkes) と同盟を結んだが、これは、アテナイに影響力をもっていたアブデラのニュンポドロス (Nymphodorus of Abdera) がシラルケスの妹を妻とした後に成立したものであった。その後、ニュンポドロスはアテナイとマケドニア王ペルディッカス2世との間に合意を結ぶ交渉に当たり、ペルディッカスにテルマ (Therma) を回復させた。交渉の結果、アテナイはペルディッカスの弟ピリッポス（アミュンタス2世の父）への支援を引き揚げ、トラキア勢はピリッポスの捕縛についてペルディッカスに協力することを約した。その見返りとしてペルディッカスは、もともとは自分が反乱をそそのかしたカルキス（現在のハルキス）へ進軍し、その鎮圧に当たった。
- テーバイがボイオーティアにおける唯一の親アテナイ都市であったプラタイアを攻撃したが、これは失敗に終わり、プラタイアが捕虜とした180人は全員が処刑された。アテナイはプラタイアを支援し、スパルタはテーバイ側に立った。スパルタは、イタリアやシケリア（シチリア）のギリシア系植民都市の支援も受けた。スパルタもアテナイも、アケメネス朝ペルシア帝国に支援を求めたが、ペルシアは動かなかった。
- スパルタ王アルキダモス2世率いるスパルタ軍は、アッティケー（アッティカ）を侵略し、アテナイ帝国とも称されたデロス同盟と、ペロポネソス同盟との間で、（第二次）ペロポネソス戦争が始まった。スパルタ軍はアテナイ近郊の農村地域を荒し回った。アテナイの指導者ペリクレスは、必ずしもこれには対抗せず、農村部の住民をアテナイの城壁内に避難させた。その代わり、ペリクレスは積極的な海戦を仕掛け、また、アイギナ島からのいかなる脅威も生じないように、島民全員をアテナイ人に置き換えた。

### 共和政ローマ
- 共和政ローマは、アルギドゥス川の戦い (battle of the River Algidus) でアエクイ族とウォルスキ族を破った。

### 文学
- エウリピデスの悲劇『メデイア』が、アテナイの有名な演劇祭ディオニューシア祭で3位に入賞した。

## 誕生
- クセノポン - ギリシアの傭兵、著作家（紀元前355年ころ没）